# St. Bartholomäus (Balge)

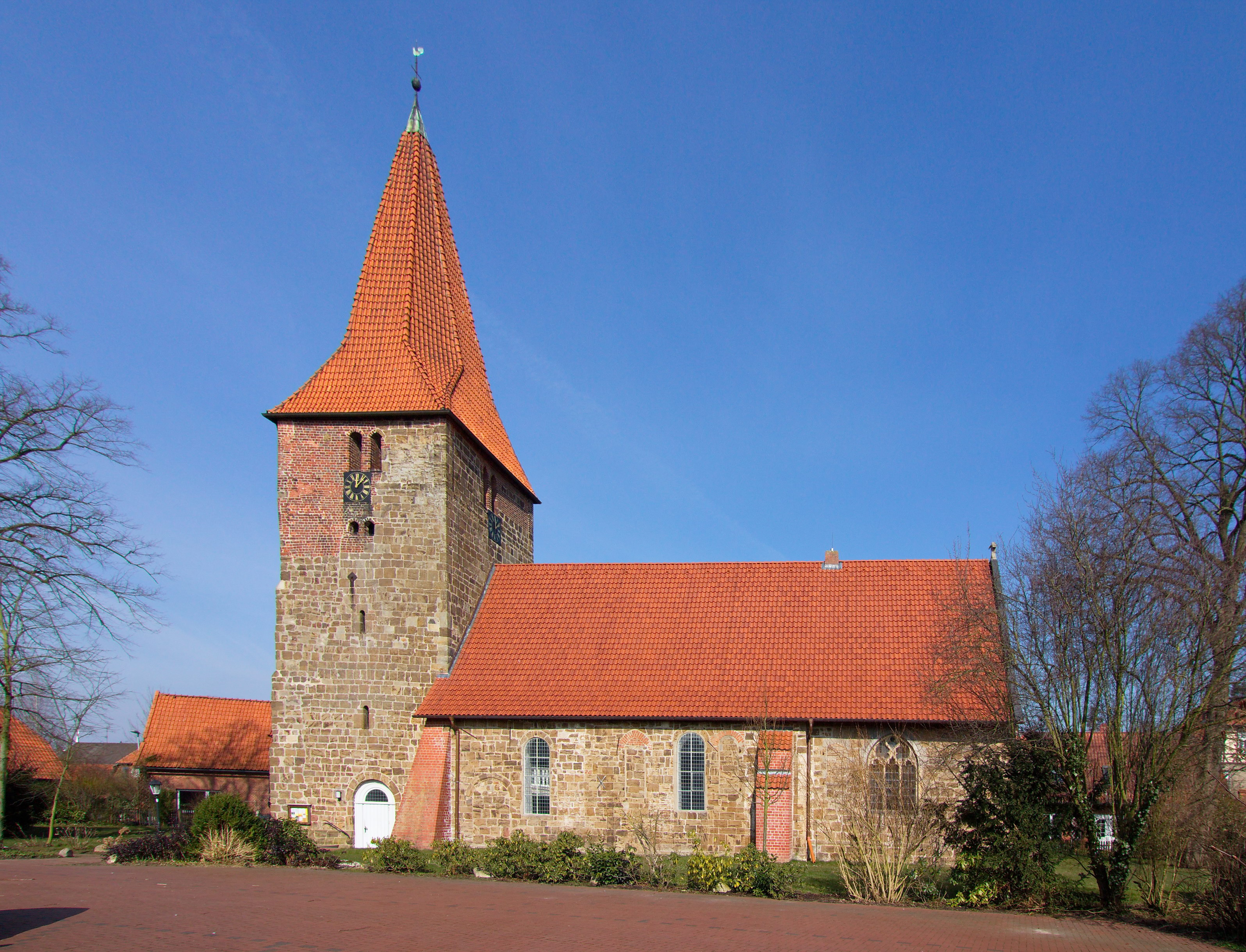
St. Bartholomäus

Die evangelisch-lutherische Kirche St. Bartholomäus steht in Balge, einer Gemeinde im Landkreis Nienburg/Weser in Niedersachsen. Die Kirche steht unter Denkmalschutz. Kirchlich gehörte Balge zunächst zur Urpfarrei in Marklohe. Das Domkapitel Bremen veranlasste den Bau einer Eigenkirche und die Ausstattung mit Parochialrechten. Die heutige Kirchengemeinde gehört zum Kirchenkreis Nienburg im Sprengel Hannover der Evangelisch-lutherischen Landeskirche Hannovers.

## Beschreibung
Die Saalkirche aus Quadermauerwerk, bestehend aus einem quadratischen Kirchturm im Westen und einem Langhaus aus zwei Jochen wurde im späten 12. Jahrhundert errichtet. Der eingezogene rechteckige Chor aus Quadermauerwerk mit diagonal gestellten Strebepfeilern wurde im 15. Jahrhundert angebaut. Er hat im Osten und Süden Maßwerkfenster im Baustil des Flamboyant. Die gotischen Strebepfeiler am Langhaus mussten 1995/96 aus statischen Gründen abgetragen und durch Backsteine erneuert werden. An den Langhausmauern ist eine rudimentäre Vertikalgliederung aus Lisenen erkennbar, zwischen denen kleine Bogenfenster angeordnet waren. Das Portal an der Nordseite ist mit einem Tympanon, das an der Südseite durch einen Fries eingefasst.
Der im Kern romanische Kirchturm wurde nachträglich in Backstein erhöht. Der ins Achteck überführte spitze Helm, der mit Turmkugel, Kreuz und Hahn bekrönt ist, stammt von einer Renovierung im Jahr 1742. Im Kirchturm befinden sich zwei Glocken. Die älteste stammt aus dem 14./15. Jahrhundert. Die Glocke von 1724 musste im 2. Weltkrieg zu Rüstungszwecken abgegeben werden und konnte erst 1954 wieder ersetzt werden. In der Mitte des 13. Jahrhunderts wurden die ursprünglichen Portale vermauert und größere Fenster eingebrochen. Der ursprünglich flach gedeckte Innenraum wurde mit Gewölben versehen. Die beiden querrechteckigen Langhausjoche sind mit Kreuzgewölben überspannt. Die spitzbogigen Gurtbögen und Schildbögen beginnen auf getreppten Wandvorlagen. Das Chorjoch hat ein Kreuzrippengewölbe, das auf Konsolen in den Ecken aufsetzt. Der ungewölbte Turmraum ist durch eine doppelte Arkade mit gestufter Laibung zum Langhaus hin geöffnet.
Zur Kirchenausstattung gehörte ein Taufbecken aus Sandstein mit Rankendekor, das etwa in der Mitte des 13. Jahrhunderts entstanden ist. Es wurde im Zuge einer Renovierung um 1870 aus der Kirche entfernt und verkauft. Eine ebenfalls verkaufte Kuppa wurde durch die Kirchengemeinde zurückerworben und steht als Einsatz für das Taufbecken wieder in der Kirche. Ein massiver Blockaltar und eine steinerne Mensa mit einem Reliquienschrein sind um 1200 entstanden. Die hölzerne Kanzel wurde 1967 umgebaut und mit Darstellung der vier Evangelisten und ihrer Symbole versehen. Eine Empore befindet sich nur im Westen, auf der die Orgel steht. Die erste Orgel mit zehn Registern, verteilt auf ein Manual und Pedal, wurde 1752 angeschafft. Sie wurde 1872 durch eine Orgel mit 16 Registern, verteilt auf zwei Manuale und Pedal, ersetzt. Die Gebrüder Hillebrand haben sie 1997 renoviert.